# Shango capicola
Shango capicola là một loài nhện trong họ Dictynidae. Chúng được Embrik Strand miêu tả năm 1909, và chỉ tìm thấy ở Nam Phi.